# Povezovalnik
Povezovalnik (angleško "linker") je program, ki kot vhodne podatke vzame eno ali več objektnih datotek in jih poveže v eno samo izvedbeno datoteko, knjižnico ali drugo objektno datoteko. Objektne datoteke tvori prevajalnik iz izvorne kode (napisane v določenem programskem jeziku) v procesu prevajanja.
Enostavnejša različica povezovalnika, ki zapiše rezultat neposredno v spomin, se imenuje nalagalnik. Nalaganje se običajno jemlje kot ločen proces. Tipično se povezovanje izvede, ko iz izvorne kode generiramo program in knjižnice, od katerih je odvisen, nalaganje pa se izvede med izvajanjem programa, na primer, ko izvedljiva koda v programu naslavlja izvedljivo kodo v dinamičnih knjižnicah, od katerih je program odvisen. Pri tem se knjižnice najprej naložijo v spomin, reference v klicni kodi se nadomestijo z dejanskimi lokacijami v kodi naloženi v spominu, kar omogoči neposredno izvedbo takšnihh klicev.